# The Maid and the Man
The Maid and the Man (o The Man and the Maid) è un cortometraggio muto del 1912 diretto da Allan Dwan

## Trama
Un giovanotto francese, ricco scapolo, si reca in una località di vacanze alla moda in cerca di avventure.

## Produzione
Il film fu prodotto dalla Flying A (American Film Manufacturing Company).

## Distribuzione
Distribuito dalla Motion Picture Distributors and Sales Company, il film - un cortometraggio in due bobine - uscì nelle sale cinematografiche USA il 1º aprile 1912.